# Ветлуга (город)
Ветлу́га (сев.-зап. мар. Юр, Вӫтлӓ) — город (с 1778) в Нижегородской области России.
Административный центр Ветлужского района, в составе которого представляет собой административно-территориальное образование (город районного значения) и одноимённое муниципальное образование город Ветлуга со статусом городского поселения как единственный его населённый пункт.

## Этимология
Название города происходит от одноимённого гидронима, реки Ветлуга, имеющего, в свою очередь, марийское происхождение: Вутла (луговой диалект) либо Вытла (горный диалект) в значении «многоводная» с добавлением русифицированного суффикса -га по типу Свияга, Кокшага и так далее.

## География

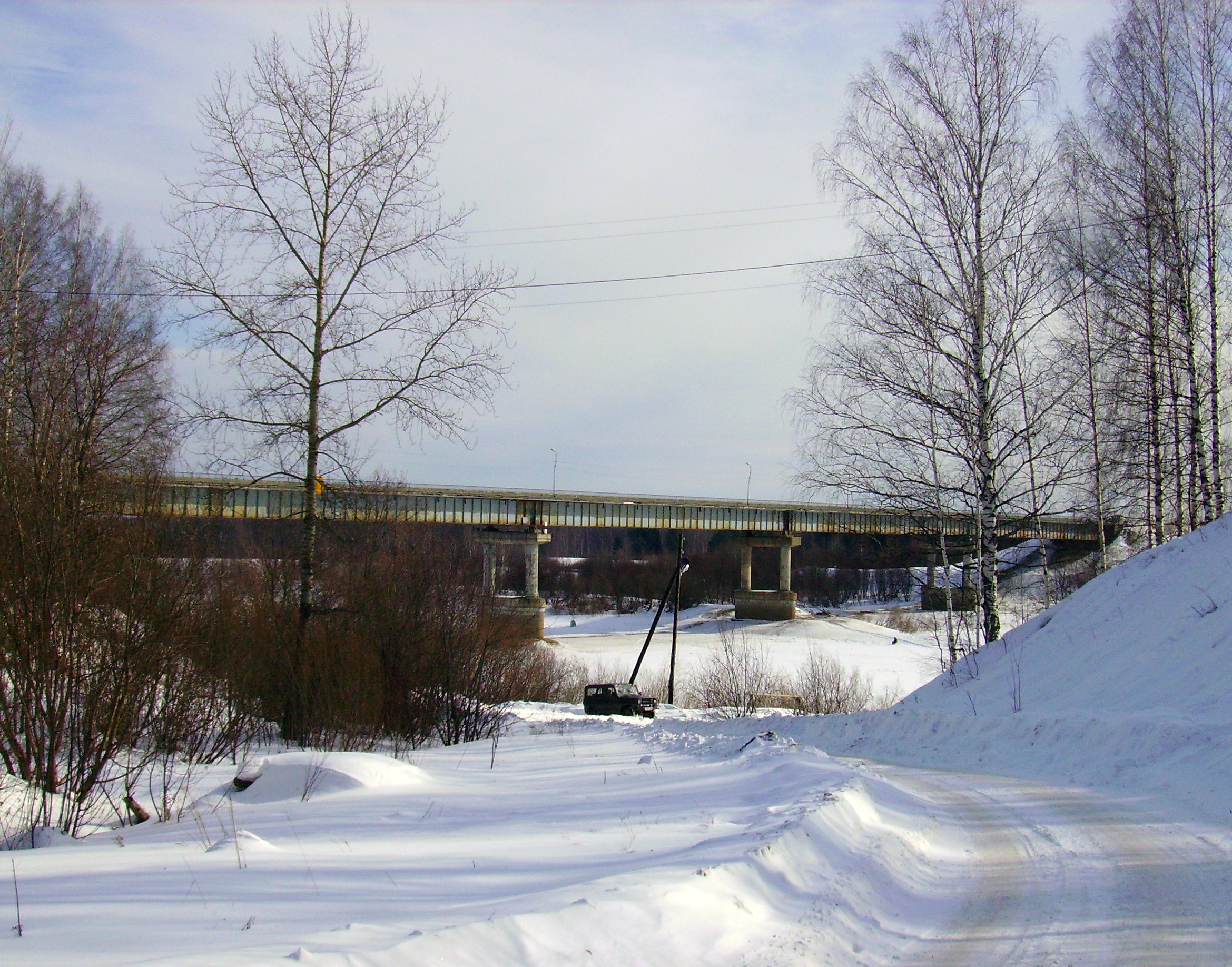
Автодорожный мост через Ветлугу

Город расположен на правом возвышенном берегу реки Ветлуги, при впадении в неё реки Красницы, в 47 км к северу от железнодорожной станции Урень на новой линии Транссиба. Через город проходит автодорога Р157 Урень — Котлас. Находится в 250 км от Нижнего Новгорода.

## История
Населённый пункт был основан в 1636 году (по другим данным — в XIII веке). Статус города получил в 1778 году. Город был административным центром крупнейшего в Поветлужье уезда.
По данным переписи 1897 года в уезде проживало 120,8 тыс. чел.
- в том числе русские — 98,2 %;
- марийцы — 1,6 %.
- В уездном городе Ветлуге проживало 5 179 чел.

### Марийское поселение в районе современного города
Город Ветлуга является одним из древних поселений на Ветлуге. Считается, что на этом месте в XIII веке правителем марийского Ветлужского княжества (располагалось на западе Марийского края) был основан город Юр.
Точное время основания и местоположение города не известно. Большинство историков считает, что он находился в левобережной низкой заболоченной части Поветлужья на берегу реки Юрьевки (притоке реки Ветлуги) близ местоположения современного города Ветлуги. По другой версии, город Юр находился на правом (высоком) берегу Ветлуги в точности на месте расположения современного города.
Известно, что в 1280-х годах кугуз Бай укрепил уже существовавшее к тому моменту селение Юр. В то время город был одним из основных укреплённых пунктов княжества. Через Поветлужье проходил с севера на юг очень важный сухопутно-водный путь из Северной Двины на бассейн Волги. Через город также проходила с запада на восток большая сухопутная дорога из костромских земель в марийские.
В XIV веке ветлужский кугуз Ош Пандаш объединил родовую знать, привлёк на свою сторону татар и в ходе девятнадцатилетней войны разбил галич-мерского князя Андрея Фёдоровича.
В январе 1468 года рать галицких князей под начальством князя Семёна Романовича Ярославского, действовавшего по приказу Великого князя московского Ивана III Васильевича, завоевала город.
«Послал на черемису князя Семена Романовича, а с ним многих детей боярских двора своего; и совокупившеся, вси пойдоша из Галича на Николин день, декабря 6, и пойдоша лесы без пути, а зима была велми студёна. Тоя же зимы генваря 9, на Крещение Господне, рать великого князя прииде в землю черемисскую, и много зла учиниша земле той; людей изсекоша, а иных в плен поведоша, а иных изожгоша; а кони их и всякую животину, чего нельзя с собою имати, то все изсекоша; а что было живота их, то все взяша, и повоеваша всю землю ту, а досталь пожгоша, а до Казани за един день не доходили и, возвратившеся, приидоша к великому князю вси поздорову.»
«И была убиения человеческая велика, и кровьми полияся варварская земля; блата и дебри, и озера и реки намостишаяся черемисскими костьми». [Херсонский, с. 279]
Юр был разрушен и сожжён полностью. Прилегающая местность была опустошена, оставалась малонаселённой несколько десятилетий. Постепенно она заселялась русскими переселенцами, основавшими вблизи этого места несколько деревень.

### История города Ветлуги

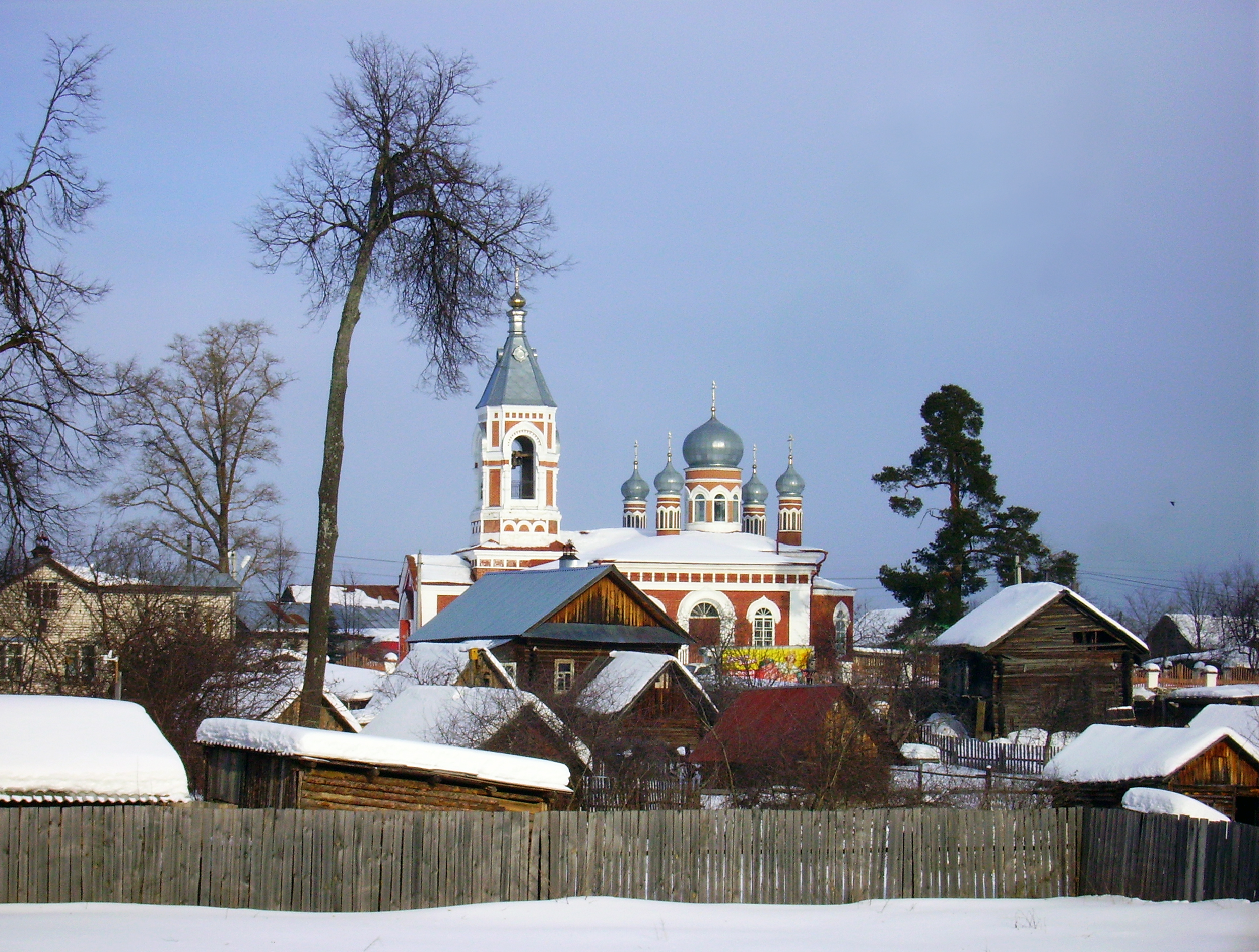
Вид квартала у церкви Екатерины Великомученицы

В первой половине XVII столетия правобережье Ветлуги уже было заселено русскими, где между прочими деревнями существовала деревня Шулепникова Ветлужской волости Костромского наместничества. В 1606 году дозорщики Иван Сытин и Михаил Тюхин засвидетельствовали на этом месте Воскресенский погост, где стояла Воскресенская церковь и деревню Щупликову (в позднейших документах — Щуплино, Щулепниково). В 1618—1619 году от Рождества Христова (7127 от сотворения мира) погост и деревня были пожалованы царём Михаилом Фёдоровичем князю Фёдору Ивановичу Мстиславскому. После его смерти они достались его вдове. В 1633—1634 году от Рождества Христова (7142 от сотворения мира) село Воскресенское Щупликово тоже было пожаловано князю Алексею Михайловичу Львову. На 1678 год село Воскресенское принадлежало полковнику и стольнику Фёдору Ивановичу Игнатьеву.
В начале XVIII века село получает новое имя: Верхнее Воскресение. В 1727 году его купил капитан Наумов.
В 1778 году село было куплено действительным тайным советником Костромским генерал-губернатором Алексеем Петровичем Мельгуновым у княгини Анны Белосельской-Белозерской за 8600 рублей вместе со всем имуществом и населением, состоящим из 82 душ мужчин (счёт вёлся только мужского населения). По Указу Екатерины II от 5 (18) сентября 1778 года село было преобразовано в уездный город Ветлугу (Костромское наместничество, Унженская провинция). Сам Мельгунов и испросил для бывшего своего села статус города.
Но в народе есть другая легенда о том, как Верхнее Воскресенское стало городом Ветлугой. Якобы жители села, затеяв превратить его в город, послали делегацию бить о том челом матушке-императрице. Принял их Потёмкин, обещал удовлетворить просьбу с условием, что они в своих деревенских костюмах и лаптях спляшут «русского» перед Екатериной. Ветлужане проплясали на дворцовом паркете, царица, вдоволь посмеявшись, подписала указ об основании города Ветлуги. С тех пор пошло выражение «ветлужские лапотники выплясали Ветлугу».

## Климат
Климат умеренно континентальный. Зима холодная и снежная, лето тёплое.
| Показатель                    | Янв.  | Фев.  | Март  | Апр.  | Май  | Июнь | Июль | Авг. | Сен. | Окт.  | Нояб. | Дек.  | Год   |
| ----------------------------- | ----- | ----- | ----- | ----- | ---- | ---- | ---- | ---- | ---- | ----- | ----- | ----- | ----- |
| Абсолютный максимум, °C       | 4,7   | 7,0   | 16,7  | 26,7  | 33,2 | 35,5 | 37,1 | 36,2 | 30,7 | 23,1  | 12,7  | 8,0   | 37,1  |
| Средний суточный максимум, °C | −7,1  | −5,4  | 1,5   | 10,4  | 18,8 | 22,6 | 24,8 | 22,0 | 15,8 | 7,3   | 0,7   | −5,4  | 24,8  |
| Средняя температура, °C       | −10,4 | −9,4  | −3,2  | 4,7   | 12,1 | 16,4 | 18,8 | 16,0 | 10,5 | 3,7   | −3,2  | −8,2  | 18,8  |
| Средний суточный минимум, °C  | −13,4 | −12,9 | −7,3  | 0,2   | 6,1  | 10,7 | 13,3 | 11,2 | 6,5  | 1,1   | −5,3  | −10,9 | 13,3  |
| Абсолютный минимум, °C        | −43,6 | −39,3 | −34,9 | −22,3 | −6,5 | −2,6 | 2,1  | −1,4 | −7,3 | −18,4 | −35,9 | −47,7 | −47,7 |
| Норма осадков, мм             | 50    | 37    | 38    | 37    | 50   | 78   | 88   | 71   | 55   | 69    | 56    | 57    | 442   |
| Источник: Погода и климат     |       |       |       |       |      |      |      |      |      |       |       |       |       |

## Население
| 1856    | 1897    | 1913    | 1931    | 1939  | 1959    | 1970  | 1979    | 1989    | 1992    | 1996    |
| ------- | ------- | ------- | ------- | ----- | ------- | ----- | ------- | ------- | ------- | ------- |
| 3000    | ↗5200   | ↗6400   | ↘5900   | ↗8100 | ↗10 016 | ↘9817 | ↗10 048 | ↗10 190 | ↗10 200 | →10 200 |
| 1998    | 1999    | 2000    | 2001    | 2002  | 2003    | 2005  | 2006    | 2007    | 2008    | 2009    |
| ↗10 400 | ↘10 298 | ↘10 200 | ↘10 100 | ↘9641 | ↘9600   | ↘9400 | →9400   | →9400   | ↘9386   | ↗9413   |
| 2010    | 2011    | 2012    | 2013    | 2014  | 2015    | 2016  | 2017    | 2018    | 2019    | 2020    |
| ↘8954   | ↗8959   | ↘8800   | ↘8730   | ↘8555 | ↘8503   | ↘8470 | ↗8501   | ↘8455   | ↗8459   | ↘8336   |
| 2021    |         |         |         |       |         |       |         |         |         |         |
| ↘7681   |         |         |         |       |         |       |         |         |         |         |

На 1 января 2024 года по численности населения город находился на неизвестном (невозможно определить город)-м месте из 1119 городов Российской Федерации.

## Экономика
Завод нестандартного оборудования — производство металлических конструкций, лесозаготовительный пункт — изготовление столярных изделий, фанеры и картона, хлебозавод.

## Образование

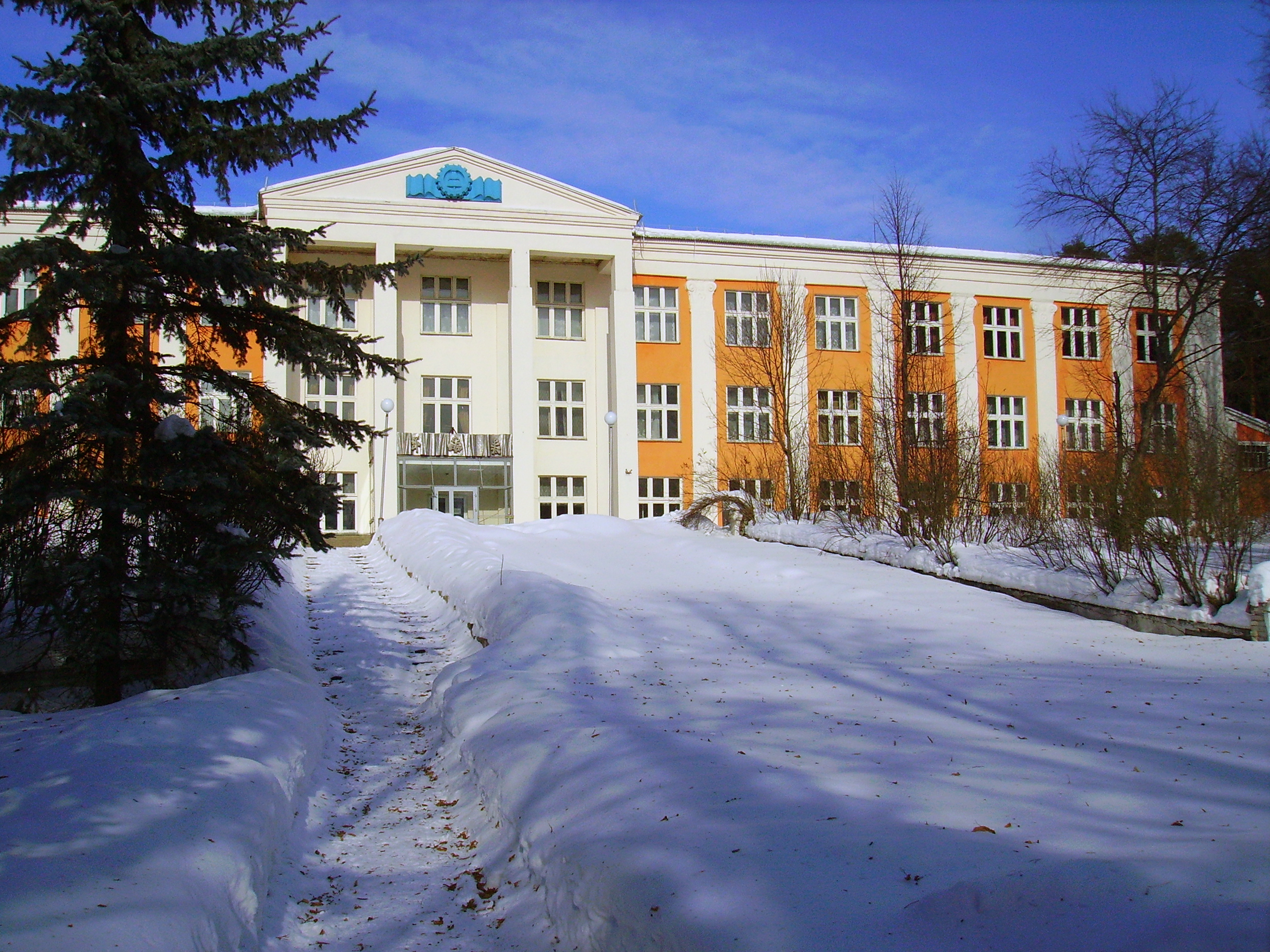
Ветлужский лесоагротехнический техникум

- Лесоагротехнический техникум,
- медицинское училище.

## Достопримечательности

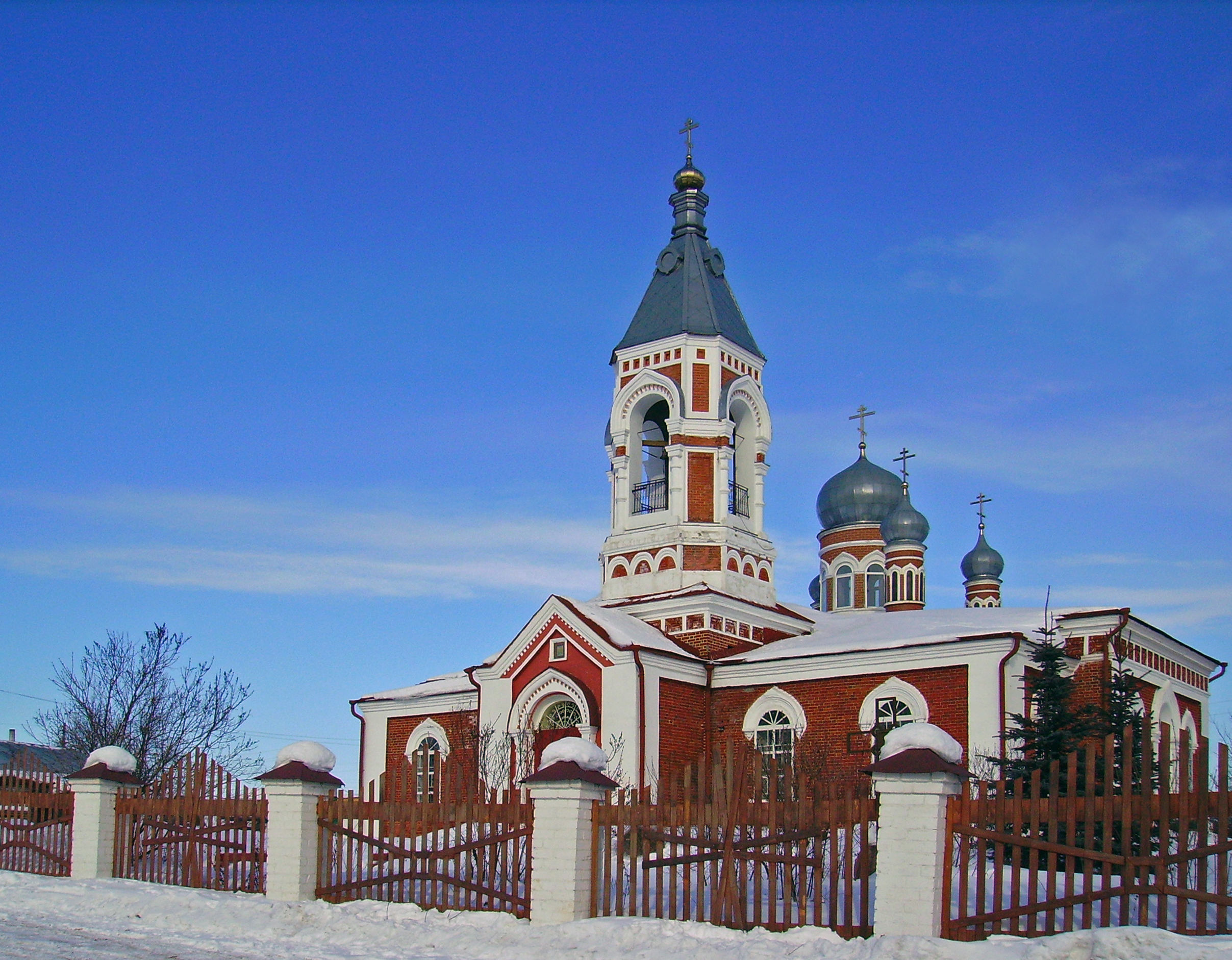
Свято-Екатерининская церковь

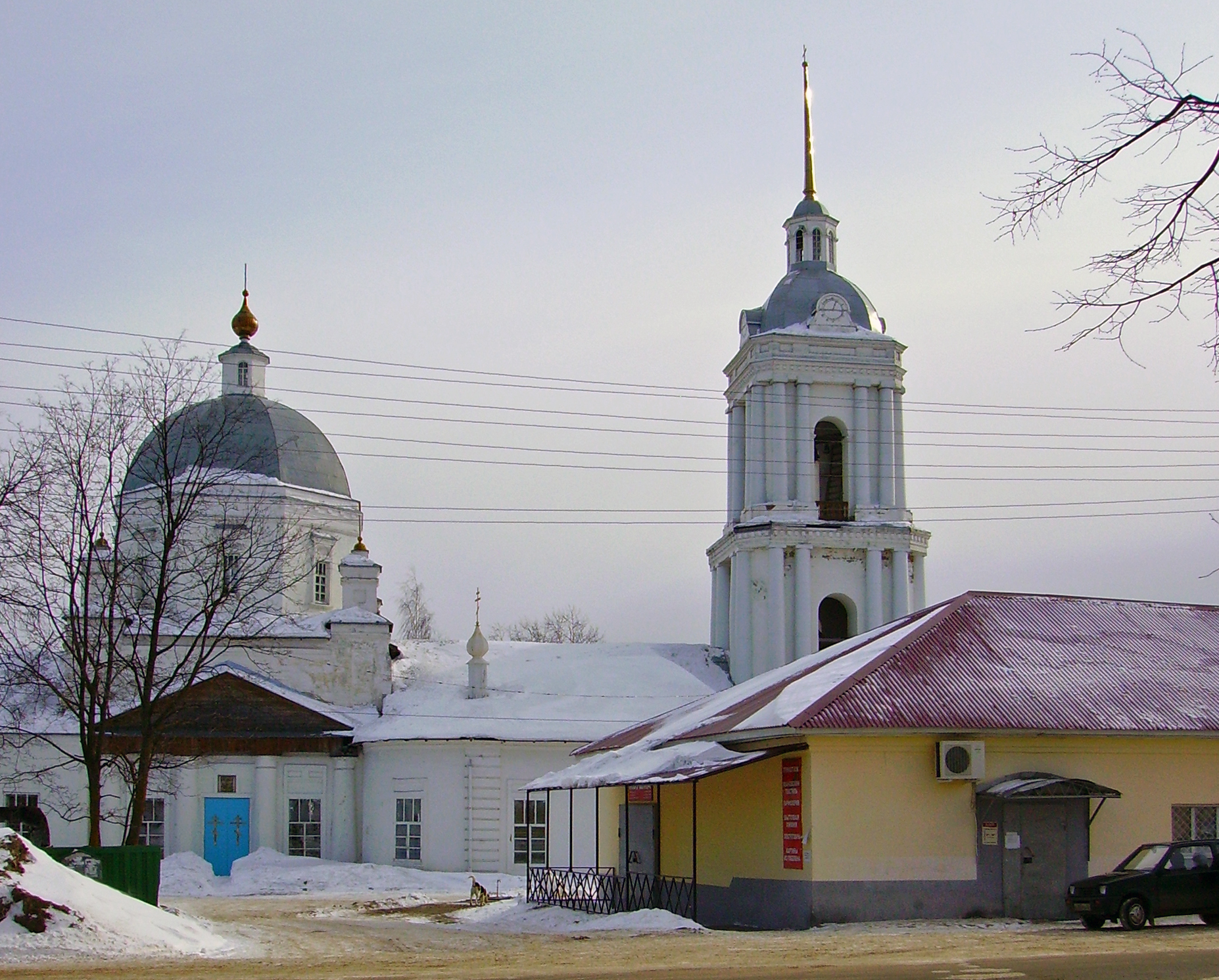
Троицкий собор

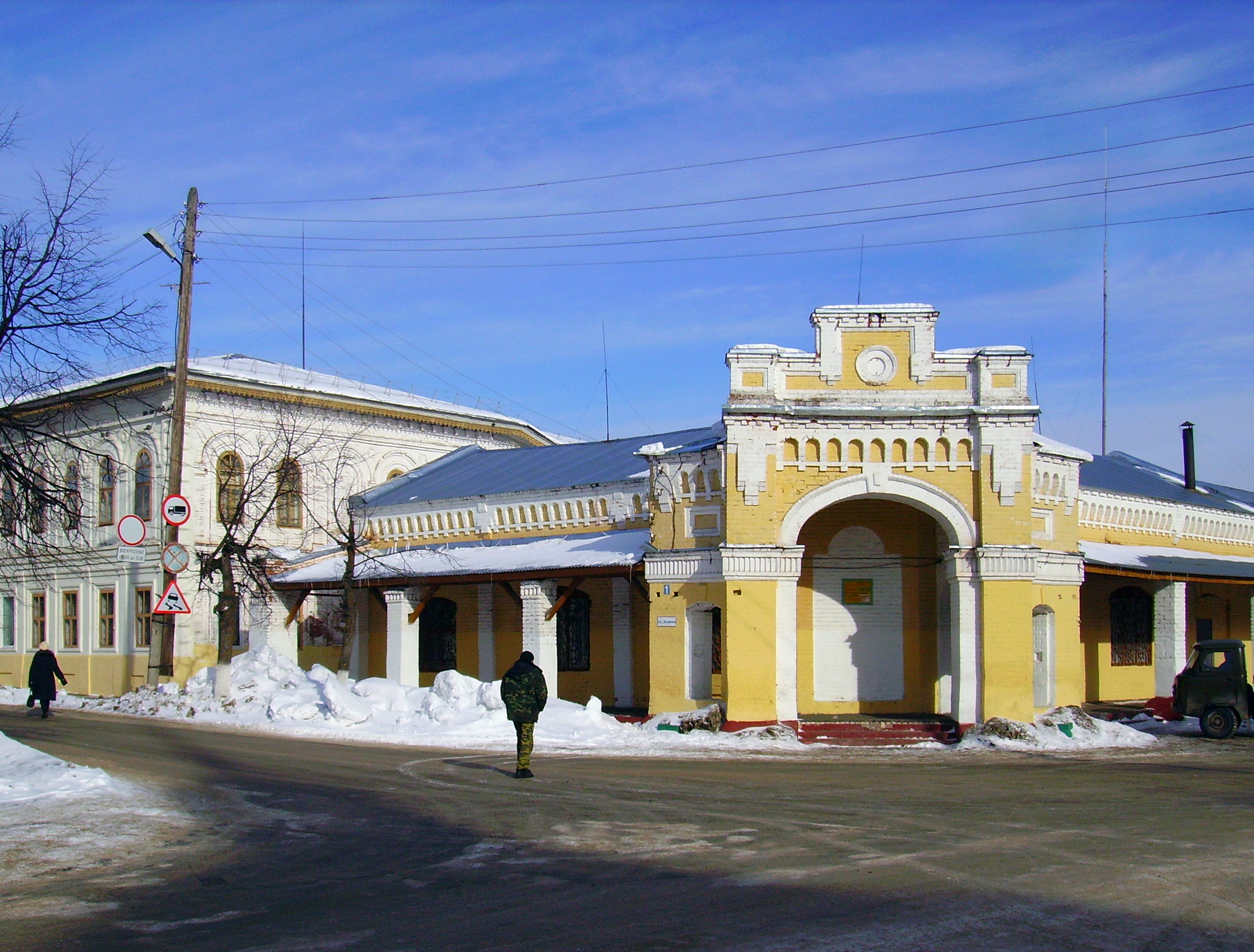
Торговые ряды

- Церковь в честь великомученицы Екатерины, построена в 1850 году по типовому проекту архитектора Константина Тона[33].
- Троицкий собор (1805 года постройки)
- Здание торговых рядов (1900 года постройки)
- Краеведческий музей.

Близ города Ветлуги обнаружены древние городища:
- Чёртово — в 7 км вниз по течению от города (Ананьинская культура),
- Одоевское — в 30 км вверх по течению от города (Ананьинская культура),
- Спасское — в 6 км вверх по течению от города (Древнемарийская культура).

## Известные люди
В городе Ветлуге родились:
- Лавров, Николай Владимирович (1805—1840) — русский оперный певец-баритон. Участвовал во многих постановках Большого театра в Москве.
- Лебедев, Юрий Исакович (р. 1951) — экс-мэр города Нижнего Новгорода.
- Муранов, Александр Игоревич (р. 1971) — российский юрист (адвокат и учёный-правовед).
- Розанов, Василий Васильевич (1856—1919) — русский религиозный философ, литературный критик и публицист.
- Слащёв, Александр Николаевич (р. 1918) — почётный житель города Ветлуги, фронтовик[34].
- Соловьёв, Владимир Сергеевич (1919—1975) — советский конструктор автомобилей, первый главный конструктор Волжского автомобильного завода.
- Угодчиков, Андрей Григорьевич (1920—2007) — доктор технических наук, заслуженный деятель науки и техники, один из ведущих механиков Советского Союза и России. Почётный профессор ННГУ им. Лобачевского. Почётный член Международной академии наук Высшей школы. Член Национального Комитета РАН (Российская академия наук) по теоретической и прикладной механике.
- Шевяков, Лев Дмитриевич (1889—1963) — учёный в области горного дела, академик АН СССР.
- Шевяков, Николай Львович (1868—1942) — русский архитектор и преподаватель, один из мастеров московского модерна. Важнейшие постройки: гостиница «Метрополь», Ивановский зал в Пашковом доме.

Также с городом Ветлугой связаны:
- Гусев, Павел Фёдорович (недоступная ссылка — история). (1868—1949) — известный хирург и организатор здравоохранения, пионер среднего медицинского образования Поветлужья.
- Короленко, Владимир Галактионович (1853—1921) — во время ссылки в Нижний Новгород много путешествовал по району. Оставляет прекрасные строки о реке Ветлуге в своих рассказах, к примеру «Река играет».
- Лугинин, Владимир Фёдорович (1834—1911) — основатель первого в России ссудно-сберегательного товарищества в с. Рождественском Ветлужского района. Жертвовал большие деньги на развитие Ветлуги. Имя этого человека было известно всему миру. Друг Льва Толстого, Герцена, Тургенева, Чернышевского. Замечательный химик. Свободно владел четырьмя иностранными языками.
- Павлов, Платон Васильевич (1823—1895) — профессор-историк, общественный деятель, высланный в Ветлугу из Петербурга в 1862 г.
- Писемский, Алексей Феофилактович (1820—1881) — русский писатель, провёл детские годы в Ветлуге, где его отец был городничим.
- Пуговкин, Михаил Иванович (1923—2008) — известный актёр в 1944—1945 гг. служил в Ветлуге во Втором Горьковском танковом училище (впоследствии имело наименования: Проскуровское (Хмельницкое), Дальневосточное (Благовещенское)). В книге, выпущенной к 50-летию Благовещенского высшего танкового командного Краснознамённого училища, есть его портрет с подписью: «Курсант М. И. Пуговкин, много сделавший для развития художественной самодеятельности училища, ныне — народный артист СССР».
- Раевский, Фёдор Николаевич (1897—1991) — генерал-майор танковых войск, начальник Второго Горьковского танкового училища в Ветлуге.
- Розов, Виктор Сергеевич (1913—2004) — писатель-драматург, провёл детские годы в Ветлуге.
- Юрышев, Николай Николаевич — генерал-лейтенант (в годы войны испытывал гвардейские миномёты «Катюша»), награждён орденом Ленина, орденами Отечественной войны I и II степени.